# NGC 7636
NGC 7636 is een lensvormig sterrenstelsel in het sterrenbeeld Beeldhouwer. Het hemelobject werd op 28 september 1834 ontdekt door de Britse astronoom John Herschel.

## Synoniemen
- ESO 470-2
- MCG -5-55-5
- PGC 71245